# Rosenhaga

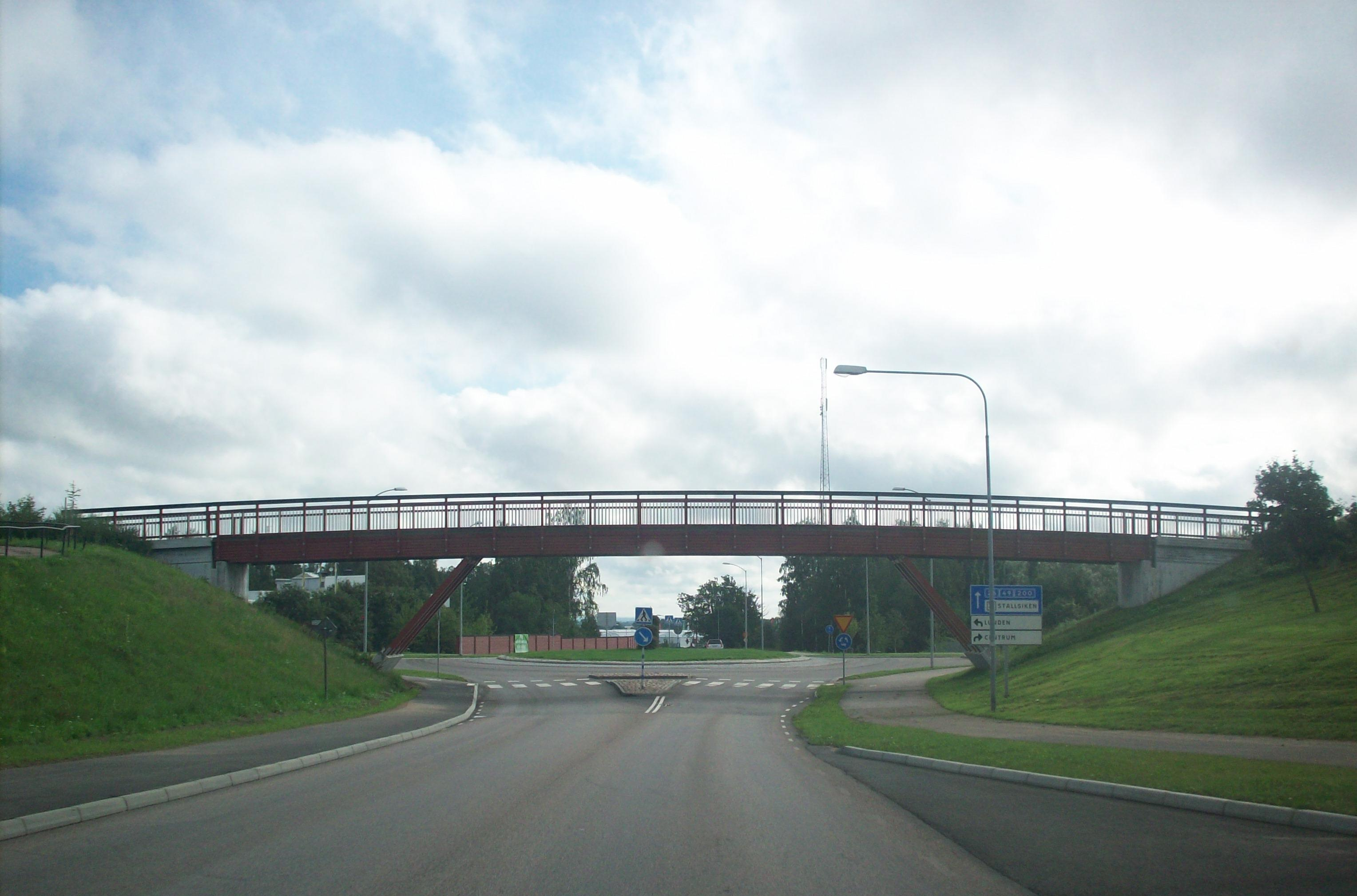
Bron vid Rosenhaga-rondellen

Rosenhaga är en stadsdel i Skövde cirka 2 km norr om centrum. Rosenhaga innehåller tre större kvarter: Rosenhagavägen, Kilbacksvägen och Storegårdsvägen. 

## Rosenhagavägen
Kvarteret är en del av miljonprogrammet som byggdes mellan åren 1966 och 68.

## Kilbacksvägen
"Kilbacken" som de flesta kallar kvarteret ligger nordligast i Rosenhaga och består av 10 vita hyreshus med 272 lägenheter som är en del av miljonprogrammet som byggdes i slutet av 60-talet. I området ligger en stor grusplan, där anordnas varje år en majbrasa. På vintern brukade kommunen tidigare göra om grusplanen till skridskobana men numera bekostas inte det, fast man kan fortfarande åka pulka i den branta backen vid grusplanen. 

## Storegårdsvägen
"Storegården" är också ett miljonprograms område  med 13 röda tegelhus med 336 lägenheter. På Storegården ligger även Skövde ABK brottarförening. På Storegården finns bland annat köpcentret Elins esplanad med ett trettiotal butiker.

## Resurser
På östra sidan om området ligger Stallsiken.
 Området har också några kommunala resurser, som:
- En förskola
- Kommunala psykiatrin
- Ett serviceboende

## Angränsade stadsdelar
- Lunden
- Norrmalm
- Karstorp
- Stallsiken